# 許昌駅
許昌駅（きょしょうえき）は、河南省許昌市魏都区票房街にある中国鉄路総公司（CR、中国国鉄）の駅。

## 概要
京広線の1904年（光緒30年）に開業した一等駅で、郵便番号は461000。旅客、手荷物託送、貨物は車扱、バラ積み、コンテナ貨物を取り扱い、車扱貨物の発送前の一時保管も行う。危険物貨物は取り扱わない。豊台駅から764キロ、北京西駅,から775キロ、広州駅から1519kmの位置にある。

## 隣の駅
中国国鉄
京広線
蘇橋駅 - 許昌駅 - 臨潁駅